# ورونیکا داناوان
ورونیکا داناوان شخصیتی است که نقش آن را رابین تونی بازی می‌کند. صداپیشگی این شخصیت را مینو غزنوی انجام داده است.

## زندگی  در سریال فرار از زندان
ورونیکا داناوان شخصیتی است که نقش آن را رابین تونی بازی می‌کند. او نامزد و وکیل لینکلن باروز -متهم به قتل ترنس استیدمن برادر معاون رئیس‌جمهور- می‌باشد.
(حضوردر۲۳قسمت، فصل۱و۲)

### فصل اول
در طول فصل یک به دنبال حقیقت و بی گناهی لینکلن باروز است.

### فصل دوم
در فصل دوم او که متوجه می‌شود ترنس استیدمن زنده است او را می یابد اما ماموران سازمان سر می رسند و او را می کشند.